# Karel Logist
Karel Logist, né le 7 juillet 1962 à Spa, est un poète belge d'expression française. Depuis 1988, il a publié, en France et en Belgique, une vingtaine de recueils de poèmes.
À la fin des années 1990, il a fondé la revue et les éditions Le Fram avec les poètes Carl Norac, Serge Delaive, Denys-Louis Colaux et Carino Bucciarelli. Avec le poète Pascal Leclercq et les plasticiens Paul Mahoux et Laurent Danloy, il fait partie, depuis 2015, de l’équipe de Boustro, revue plastique et poétique.

## Œuvres

### Poésie
- Le Séismographe. Éditions Les Éperonniers, Bruxelles,1988.
- Ciseaux carrés. Éditions L'Arbre à Paroles, Amay, 1995.
- Alexandre Kosta Palamas. Éditions Les Eperonniers, Bruxelles, 1996.
- Force d'inertie. Cherche midi éditeur, Paris, 1996.
- Une quarantaine. Éditions L'Arbre à Paroles, Amay, 1997.
- Retours. Éditions L'Acanthe, Namur, 2001.
- J'arrive à la mer. Éditions La Différence, Paris, 2003. (Prix Marcel Thiry)
- Solférius ou le Maître des plages, théâtre, inédit, 2003.
- Un danseur évident. Éditions L'Arbre à Paroles, Amay, 2004.
- Si tu me disais "viens" Éditions Ercée, Bruxelles, 2007.
- Le sens de la visite. Éditions La Différence, Paris, 2008.
- Tout emporter, poèmes 1988-2008. Éditions Le Castor Astral, Bordeaux, 2008. (Prix François-Coppée 2009 de l’Académie française)
- Éboulis oubliés.Architexto-9, Fourre-tout, Liège, 2009.
- Mademoiselle Grand et Monsieur Belle, suivi de Le passé dans ses pas. Éditions Maëlstrom, Bruxelles, 2011.
- Mesures du possible (réédition de Ciseaux carrés, Une quarantaine et Un danseur évident). L’Arbre à Paroles, Amay, 2011.
- Dés d'enfance et autres textes (réédition de Le séismographe et Alexandre Kosta Palamas). Espace-Nord, Bruxelles, 2013.
- Desperados : poèmes pour la peau. L’Arbre à Paroles, Amay, 2013. (Prix SACD-SCAM,Prix Gros Sel)
- 374 marches. Éditions Maëlstrom, Bruxelles, 2014.
- La traversée des habitudes. Éditions Tétras Lyre, Liège, 2016.
- Un cœur lent, Éditions Tétras Lyre, Liège, 2019.
- J’arme l’œil, avec des polaroids de Laurent Danloy, Le Boustrographe, Liège, 2019.
- Soixante-neuf selfies flous dans un miroir fêlé, L’Arbre à Paroles, Amay, 2021.
- Tout est loin, L'Herbe qui tremble, Paris, 2022.
- Faut-il dire la vérité aux éléphants ? Cactus inébranlable Éditions, Amougies, 2022.

### Récits et nouvelles
- Dés d'enfance. Luce Wilquin, Avin, 1997
- Avec Méthode et Cyanure, La Fureur de Lire, 2007

### Théâtre
- Solférius ou le maître des plages (inédit), création 2003, Liège.